# 하일리겔리 전투 (1568년)
하일리겔리 전투(Battle of Heiligerlee, Groningen, 1568년 5월 23일)는 네덜란드 반군과 스페인의 프리슬란트 군대 사이에 벌어진 전투이다. 이는 80년 전쟁 중 네덜란드의 첫 번째 승리였다.
스페인령 네덜란드의 흐로닝언 지방은 루이 드 나소(Louis of Nassau)가 이끄는 보병 3,900명과 아돌프 나소(Adolf of Nassau)가 이끄는 기병 200명으로 구성된 군대의 침공을 받았다. 둘 다 오렌지 공 윌리엄 1세의 형제였다. 그 의도는 네덜란드의 스페인 통치자들에 대항하여 무장 봉기를 시작하는 것이었다.
프리슬란트의 슈타트홀더(Stadtholder of Friesland)이자 아렘베르크 공작 요한 데 라인(Johan de Ligne)은 보병 3,200명과 기병 20명으로 구성된 군대를 보유했다.
아렘베르크는 처음에는 대결을 피하고 메그햄(Meghem) 백작의 지원군을 기다렸다. 그러나 5월 23일 아돌프의 기병대는 그를 하일리겔리 수도원의 매복 공격으로 유인했다. 루이의 보병은 군대의 대부분을 구성하여 스페인군을 격파하여 460명을 잃었고, 침략군은 아돌프를 포함하여 50명을 잃었다. 반군은 대포 7개를 탈취했다.
그러나 침략군은 어떤 도시도 점령하지 못했고 예밍겐 전투에서 곧 패배했다.